# Feldru
Feldru là một xã thuộc hạt Bistrița-Năsăud, România. Dân số thời điểm năm 2002 là 7067 người.